# Liste ehemaliger belgischer Eisenbahngesellschaften
Diese Liste ehemaliger belgischer Eisenbahngesellschaften enthält Eisenbahngesellschaften in Belgien, die im Zeitraum von der Gründung der ersten privaten Bahngesellschaft 1845 bis zur Verstaatlichung der letzten privaten Bahngesellschaften 1948 existierten. 
Für heutige Gesellschaften siehe Eisenbahngesellschaften in Belgien.

## Liste
| Offizielle Abkürzung | Gesellschaft                                                              | Gründungs- jahr | Jahr der Verstaatlichung Soweit nicht anders vermerkt |
| -------------------- | ------------------------------------------------------------------------- | --------------- | ----------------------------------------------------- |
| AG                   | Chemin de fer d’Anvers à Gand par Saint-Nicolas et Lokeren                | 1845            | 1897                                                  |
| AR                   | Chemin de fer d’Anvers à Rotterdam                                        | 1852            | 1864 → Fusion mit ES zur GCB                          |
| BB                   | Chemin de fer de Bruges à Blankenberghe                                   | 1862            | 1876                                                  |
| BC                   | Chemin de fer de Braine-le-Comte à Courtrai                               | 1863            | 1872                                                  |
| BG                   | Chemin de fer de Braine-le-Comte à Gand et de ses extensions              | 1862            | 1921                                                  |
| BH                   | Chemin de fer des bassins houillers du Hainaut                            | 1866            | 1869 → zur SE                                         |
| BL                   | Chemin de fer direct de Bruxelles à Lille et Calais                       | 1863            | 1868                                                  |
| CE                   | Chemin de fer du Centre                                                   | 1853            | 1867 → zur SE                                         |
| CF                   | Chemin de fer de Charleroi à la frontière de France                       | 1845            | 1854 → zur NB                                         |
| CH                   | Chemin de fer de Chimay                                                   | 1856            | 1948                                                  |
| CL                   | Chemins de fer de Charleroi à Louvain                                     | 1852            | 1859 → Fusion mit MC zur ES                           |
| DS                   | Chemin de fer de Termonde à Saint-Nicolas                                 | 1870            | 1908                                                  |
| DW                   | Chemin de fer de Dendre et Waes et de Bruxelles vers Gand par Alost       | 1846            | 1876                                                  |
| EB                   | Chemins de fer de l’État belge                                            | 1832            | ab 1926: SNCB                                         |
| EC                   | Chemin de fer d’Eecloo à Bruges                                           | 1862            | 1863 → Fusion zur GEB                                 |
| EG                   | Chemin de fer d’Eecloo à Gand                                             | 1859            | 1863 → Fusion zur GEB                                 |
| EM                   | Chemin de fer de l’Entre-Sambre-et-Meuse                                  | 1848            | 1865 → zur GCB                                        |
| ES                   | Chemins de fer de l’Est Belge                                             | 1859            | 1864 → Fusion mit AR zur GCB                          |
| FO                   | Chemins de fer de la Flandre Occidentale                                  | 1845            | 1906 (1864–1878 zur SE)                               |
| GCB                  | Grand Central Belge                                                       | 1864            | 1897                                                  |
| GEB                  | Chemin de fer de Gand à Bruges par Eecloo                                 | 1863            | 1897                                                  |
| GL                   | Grande Compagnie du Luxembourg                                            | 1846            | 1873                                                  |
| GT                   | Chemin de fer de Gand à Terneuzen                                         | 1865            | 1930 (1865–1878 zur SE)                               |
| HC                   | Chemin de fer de Hesbaye et Condroz                                       | 1864            | 1900                                                  |
| HF                   | Chemin de fer Hainaut et Flandres                                         | 1856            | 1867 → zur SE                                         |
| JE                   | Chemin de fer belge de la Jonction de l’Est                               | 1847            | 1870 → zur SE                                         |
| LF                   | Chemin de fer de Lichtervelde à Furnes                                    | 1856            | 1867 → zur SE                                         |
| LL                   | Chemin de fer Liégeois-Limbourgeois                                       | 1862            | 1896                                                  |
| LM                   | Chemin de fer de Liège à Maestricht et ses extensions                     | 1860            | 1899                                                  |
| LP                   | Chemin de fer de Lokeren à fa frontière des Pays-Bas par Zelzate          | 1864            | 1867 → zur SE                                         |
| LT                   | Chemin de fer de Lierre à Turnhout                                        | 1853            | 1864 → zur GCB                                        |
| MC                   | Chemin de fer de Morialmé à Châtelineau                                   | 1853            | 1859 → Fusion mit CL zur ES                           |
| MH                   | Chemin de fer de Mons à Hautmont et de Saint-Ghislain                     | 1854            | 1857 → zur NB                                         |
| MP                   | Chemin de fer de Manage à Piéton et de ses extensions                     | 1865            | 1870                                                  |
| MT                   | Chemin de fer International de Malines à Terneuzen                        | 1868            | 1948                                                  |
| NB                   | Compagnie du Nord-Belge                                                   | 1854            | 1940                                                  |
| ND                   | Chemins de fer du Nord de la Belgique                                     | 1861            | 1897                                                  |
| NL                   | Chemins de fer de Namur à Liège et de Mons à Manage avec leurs extensions | 1845            | 1854 → zur NB                                         |
| OA                   | Chemin de fer d’Ostende à Armentières                                     | 1863            | 1880                                                  |
| PH                   | Chemins de fer des Plateaux de Herve                                      | 1869            | 1897                                                  |
| PS                   | Chemin de fer de Pepinster à Spa                                          | 1853            | 1872                                                  |
| SE                   | Société anonyme d’Exploitation de Chemins de Fer                          | 1864            | 1878                                                  |
| TJ                   | Chemins de fer de Tournai à Jurbise et de Landen à Hasselt                | 1845            | 1900                                                  |
| TL                   | Chemin de fer de Tamines à Landen                                         | 1862            | 1871                                                  |
| VI                   | Chemin de fer de Virton                                                   | 1870            | 1880                                                  |